# Adilson Malanda
Adilson Malanda, né le 29 octobre 2001 à Rouen en France, est un footballeur français. Il joue actuellement au poste de défenseur central au Charlotte FC en MLS, en prêt de Middlesbrough.

## Biographie
Malgré une apparition avec l'équipe première du Nîmes Olympique, il ne signe pas de contrat professionnel avec son club formateur. En juin 2021, il s'engage pour deux saisons (plus une en option) avec le Rodez AF.
Le 4 août 2022, il rejoint la franchise d'expansion de Major League Soccer du Charlotte FC. Trois semaines après son arrivée, il est titularisé face au Toronto FC (défaite 0-2) pour sa première apparition avec Charlotte.
Le 20 août 2025, le Charlotte FC annonce le transfert d’Adilson Malanda à Middlesbrough, club de deuxième division anglaise, après plus de trois saisons complètes passées aux États-Unis. Un accord est toutefois trouvé entre les deux clubs afin que le joueur termine la saison 2025 de MLS sous forme de prêt avec la franchise américaine.

## Statistiques
| Saison                | Club                  | Championnat           | Championnat | Championnat | Coupe(s) nationale(s) | Coupe(s) nationale(s) | Compétition(s) continentale(s) | Compétition(s) continentale(s) | Compétition(s) continentale(s) | Séries | Séries | Total | Total |
| Saison                | Club                  | Division              | M.          | B.          | M.                    | B.                    | Comp.                          | M.                             | B.                             | M.     | B.     | M.    | B.    |
| 2020-2021             | Nîmes Olympique       | Ligue 1               | 1           | 0           | -                     | -                     | -                              | -                              | -                              | -      | -      | 1     | 0     |
| Sous-total            | Sous-total            | Sous-total            | 1           | 0           | -                     | -                     | -                              | -                              | -                              | -      | -      | 1     | 0     |
| 2021-2022             | Rodez AF              | Ligue 2               | 33          | 0           | 1                     | 0                     | -                              | -                              | -                              | -      | -      | 34    | 0     |
| 2022-2023             | Rodez AF              | Ligue 2               | 1           | 0           | -                     | -                     | -                              | -                              | -                              | -      | -      | 1     | 0     |
| Sous-total            | Sous-total            | Sous-total            | 34          | 0           | 1                     | 0                     | -                              | -                              | -                              | -      | -      | 35    | 0     |
| 2022                  | Charlotte FC          | MLS                   | 6           | 0           | -                     | -                     | -                              | -                              | -                              | -      | -      | 6     | 0     |
| 2023                  | Charlotte FC          | MLS                   | 29          | 0           | 2                     | 0                     | LCup                           | 4                              | 0                              | 1      | 0      | 36    | 0     |
| 2024                  | Charlotte FC          | MLS                   | 32          | 1           | -                     | -                     | LCup                           | 2                              | 0                              | 3      | 0      | 37    | 1     |
| 2025                  | Charlotte FC          | MLS                   | 27          | 1           | 1                     | 0                     | -                              | -                              | -                              | -      | -      | 28    | 1     |
| Sous-total            | Sous-total            | Sous-total            | 94          | 2           | 3                     | 0                     | -                              | 6                              | 0                              | 4      | 0      | 107   | 2     |
| Total sur la carrière | Total sur la carrière | Total sur la carrière | 129         | 2           | 4                     | 0                     | -                              | 6                              | 0                              | 4      | 0      | 143   | 2     |